# Harméville
Harméville est une ancienne commune française du département de la Haute-Marne en région Grand Est. Elle est associée à la commune de Lezéville depuis 1972.

## Géographie
Harméville est située sur la rive droite de la Saulx.

## Toponymie
Cette localité est mentionnée sous le nom de Hermarivilla en 1140, Harmyville en 1334, Harméville en 1401, Hermevilla en 1402, Herméville en 1448 et Armévillers en 1775.
Selon Ernest Nègre, il s'agit du nom de personne germanique Hermarus suivi de villa. D'après Émile Jolibois, Harméville dérive de Ulmorumvilla, qui signifie « village entouré d'ormes ».

## Histoire
En 1789, ce village fait partie de la province de Champagne dans le bailliage de Chaumont, la prévôté d'Andelot et la châtellenie de Joinville.
Le 1er septembre 1972, la commune d'Harméville est rattachée à celle de Lezéville sous le régime de la fusion-association.

## Politique et administration
| Période                                  | Période            | Identité          | Étiquette | Qualité                 |
| ---------------------------------------- | ------------------ | ----------------- | --------- | ----------------------- |
| avant 1856                               | entre 1861 et 1866 | Dominique Pierret |           | cultivateur             |
| avant avant 1866                         | avant 1876         | Guillaume Voillot |           |                         |
| avant 1876                               | vers 1881          | Mr. Pierret       |           |                         |
| vers 1881                                | avant 1888         | Guillaume Voillot |           |                         |
| vers 1888                                | vers 1896          | Désirée Jacquet   |           | propriétaire exploitant |
| vers 1896                                | vers 1901          | Eugène Pierret    |           |                         |
| vers 1901                                | entre 1911 et 1921 | P. Scheiber       |           |                         |
| entre 1921 et 1926                       | vers 1936          | A. Jacquet        |           |                         |
| avant 1936                               | après 1946         | Mr. Boulhaut      |           |                         |
| avant 2002                               | ?                  | Pierre Suck       | DVD       |                         |
|                                          | En cours           | Guy Beck          |           |                         |
| Les données manquantes sont à compléter. |                    |                   |           |                         |

## Démographie
| 1793 | 1800 | 1806 | 1821 | 1831 | 1836 | 1841 | 1846 | 1851 |
| ---- | ---- | ---- | ---- | ---- | ---- | ---- | ---- | ---- |
| 140  | 158  | 154  | 125  | 154  | 148  | 140  | 139  | 143  |

| 1856 | 1861 | 1866 | 1872 | 1876 | 1881 | 1886 | 1891 | 1896 |
| ---- | ---- | ---- | ---- | ---- | ---- | ---- | ---- | ---- |
| 117  | 125  | 116  | 128  | 134  | 117  | 104  | 143  | 104  |

| 1901 | 1906 | 1911 | 1921 | 1926 | 1931 | 1936 | 1946 | 1954 |
| ---- | ---- | ---- | ---- | ---- | ---- | ---- | ---- | ---- |
| 96   | 110  | 100  | 90   | 82   | 81   | 77   | 78   | 58   |

| 1962 | 1968 | - | - | - | - | - | - | - |
| ---- | ---- | - | - | - | - | - | - | - |
| 48   | 53   | - | - | - | - | - | - | - |

## Lieux et monuments
- Église Saint-Martin ; le chœur date du 12e ou 13e siècle ; la tour du clocher est reconstruite en 1883

## Personnalités liées
- Justin Dangel (1907-1968), officier marinier, compagnon de la Libération, conseiller municipal d'Harméville.